# Saishuu Ressha (canción de Mucc, Alemania)
Saishuu Ressha (最終列車) es el único sencillo editado en Europa por MUCC.

## Lista de canciones
1. "Saishuu ressha / 最終列車 " - Música:Miya (ミヤ), Letra: Tatsurou (達瑯) - 3:59
2. "Rojiura boku to kimi e / 路地裏 僕と君へ" - Música:Miya (ミヤ), Letra: Tatsurou (達瑯) - 4:22
3. "Kugatsu mikka no kokuinn / 9月3日の刻印"- Música y Letra:Miya (ミヤ) - 4:16
4. "Zetsubou / 絶望 " - Música y Letra:Miya (ミヤ) - 4:17

## Datos del sencillo
- El sencillo japonés de Saishuu Ressha (最終列車) incluye una canción nueva "Akane sora /茜空" en vez de tres canciones antiguas.
- "Zetsubou / 絶望 " pertenece al segundo disco del grupo "Tsuuzetsu (痛絶)", Kugatsu mikka no kokuinn / 9月3日の刻印" al tercero Zekuu (是空)" y "Rojiura boku to kimi e / 路地裏 僕と君へ" al cuarto "Kuchiki No Tou (朽木の灯).
- Curiosamente, las cuatro canciones incluidas en esta versión del sencillo disponen de videoclip.
- Es el único lanzamiento de la banda editado por Universal, puesto que el resto de disponibles en Alemania salieron a la venta a través del sello Gan-Shin.

## Músicos

### MUCC
- Voz: Tatsurou (達瑯)
- Guitarra: Miya (ミヤ)
- Bajo: YUKKE
- Batería: SATOchi (SATOち)

### Músicos invitados
- Batería: Sakura de Sons Of All Pussys

- Datos: Q5854624